# Vacarisses
Vacarisses – gmina w Hiszpanii, w prowincji Barcelona, w Katalonii, o powierzchni 40,44 km². W 2011 roku gmina liczyła 6231 mieszkańców.